# Tadrart Akakus
Tadrart Akakus (arapski: تدرارت أكاكوس‎) ili Planine Akakus su planinski vijenac u pustinji zapadne Libije koji je dio Sahare. Nalazi se istočno od grada Ghata i proteže se oko 100 km prema sjeveru do granice s Alžirom. Riječ Tadrart na jeziku domorodaca Tuarega, tahaggartskom jeziku, jednostavno znači "planina". Područje je najslavnije po bogatstvu prapovijesnim slikarijama, zbog čega je 1985. godine upisano na UNESCO-ov popis mjesta svjetske baštine u Africi. God. 2016. ovaj lokalitet je upisan i na popis ugroženih mjesta svjetske baštine zbog Libijskog građanskog rata, prisutstva naoružanih skupina, već načinjene i mogućih budućih oštećenja lokaliteta
Tadrart Akakus imaju raznolik krajolik, od raznobojnih pješčanih dina, klanaca, osamljenih stijena i dubokih udolina. Najznamenitiji su prirodni lukovi Afzedžare i Tin Khlega. Iako je ovo područje jedno od najsušijih u Sahari, tu rastu poneke biljke poput ljekovite Calotropis procera, a u planinama ima nekoliko izvora i bunara s vodom.
Ipak, područje je najpoznatije po slikama na stijenama koje potječu iz oko 12000. pr. Kr. do 100. godine, a koje svjedoče o kulturnim, ali i prirodnim promjenama u ovom području. Naime, na slikama su prikazane životinje kao što su žirafa, slon, noj i deva, ali također ljudi i konji. Stoga se da zaključiti kako je krajolik ovog područja u vrijeme nastanka ovih slika bio mnogo ugodniji za život s puno više vode i vegetacije. Nadalje, ljudi su prikazani u svakodnevnim poslovima i zabavi poput glazbe i plesa.
U posljednje vrijeme je potraga za podzemnim izvorima nafte dovela u opasnost stijene Tadrart Akakusa. Naime, seizmološki čekići koji šalju valove podzemnih udara kako bi locirali podzemne naslage oštećuju okolno stijenje, uključujući ono s neprocjenjivim prapovijesnim slikama.
- Panorama Tadrart Akakusa
- Jedan od klanaca u stijenama
- Velika slika s mnoštvom ljudi i stoke
- Petroglif slona
- Ljudi s neobičnim kapama

## Poveznice
Slični lokaliteti u Africi:
- Tsodilo (Bocvana)
- Kondoa (Tanzanija)
- Tasili n'Adžer (Alžir)
- Chongoni (Malavi)
- Ténéré (Niger)

## Vanjske poveznice
- Italian-Libyan Archaeological Mission in the Acacus and Messak  Arhivirana inačica izvorne stranice od 7. listopada 2006. (Wayback Machine) (engl.)
- Natural Arches of the Akakus Plateau  Arhivirana inačica izvorne stranice od 7. studenoga 2009. (Wayback Machine) (engl.)